# Kugyō
Kugyō (公卿) est un terme japonais désignant les quelques personnes les plus puissantes à la cour de l'empereur du Japon durant la période pré-Meiji. Les kugyō sont divisés en deux groupes : les kō (公), comprenant le daijō-daijin (ministre en chef), le sadaijin (ministre de la Gauche) et l'udaijin (ministre de la Droite) d'une part et les kei (卿) comprenant le dainagon (grand conseiller), le chūnagon, le sangi et les membres de la cour de troisième rang ou plus élevé d'autre part.
Dans le cadre de la restauration de Meiji une classe aristocratique unique, kazoku, est créée en 1869 en réunissant les kuge (la cour à Kyoto, à laquelle appartiennent les kugyō) et les daimyos (les propriétaires terriens et les guerriers féodaux).

## Sources
- Daijirin, seconde édition
- Daijisen, première édition
- Kōjien, sixième édition